# مملكة الحضر

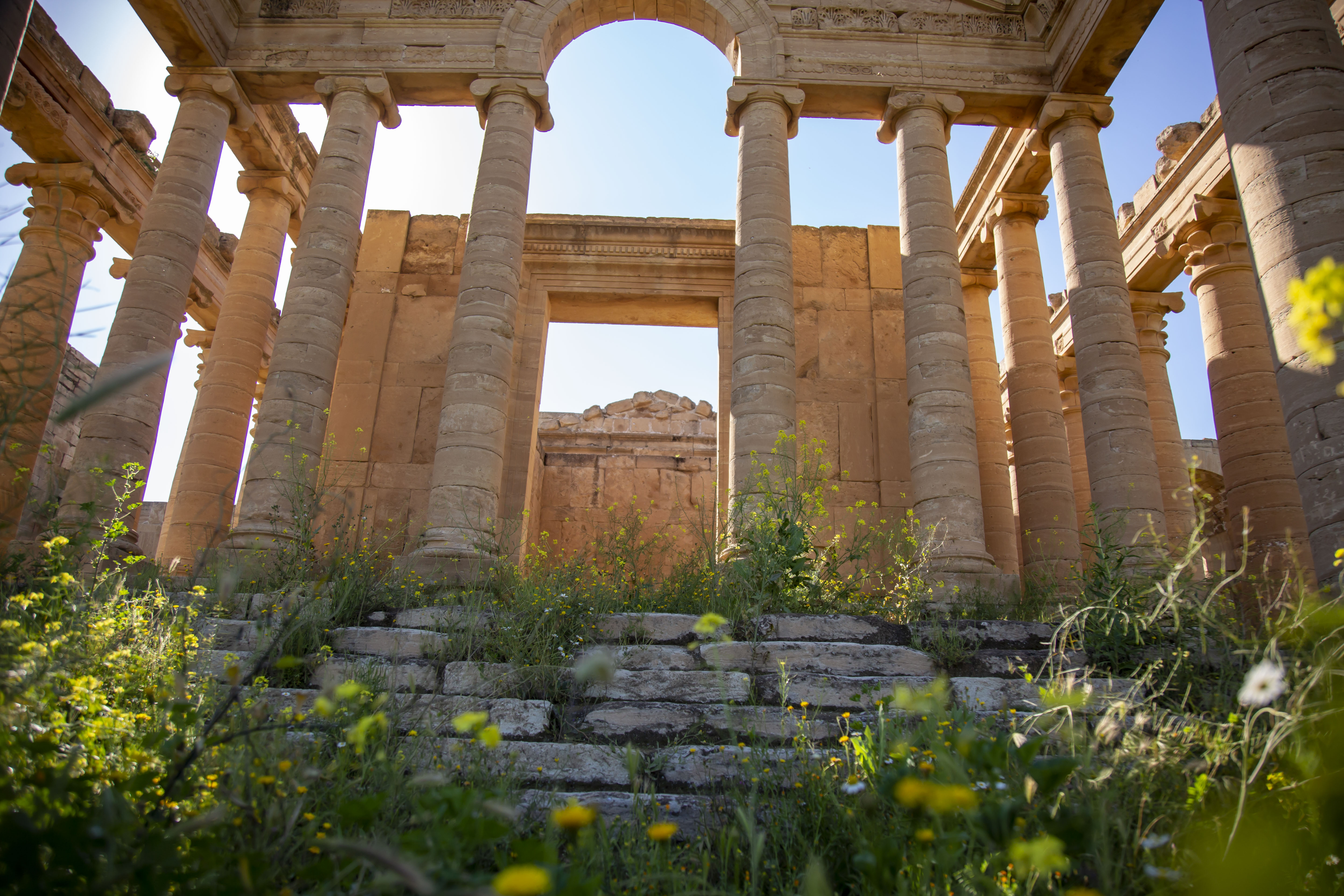
مملكة الحضر في أبريل 2019

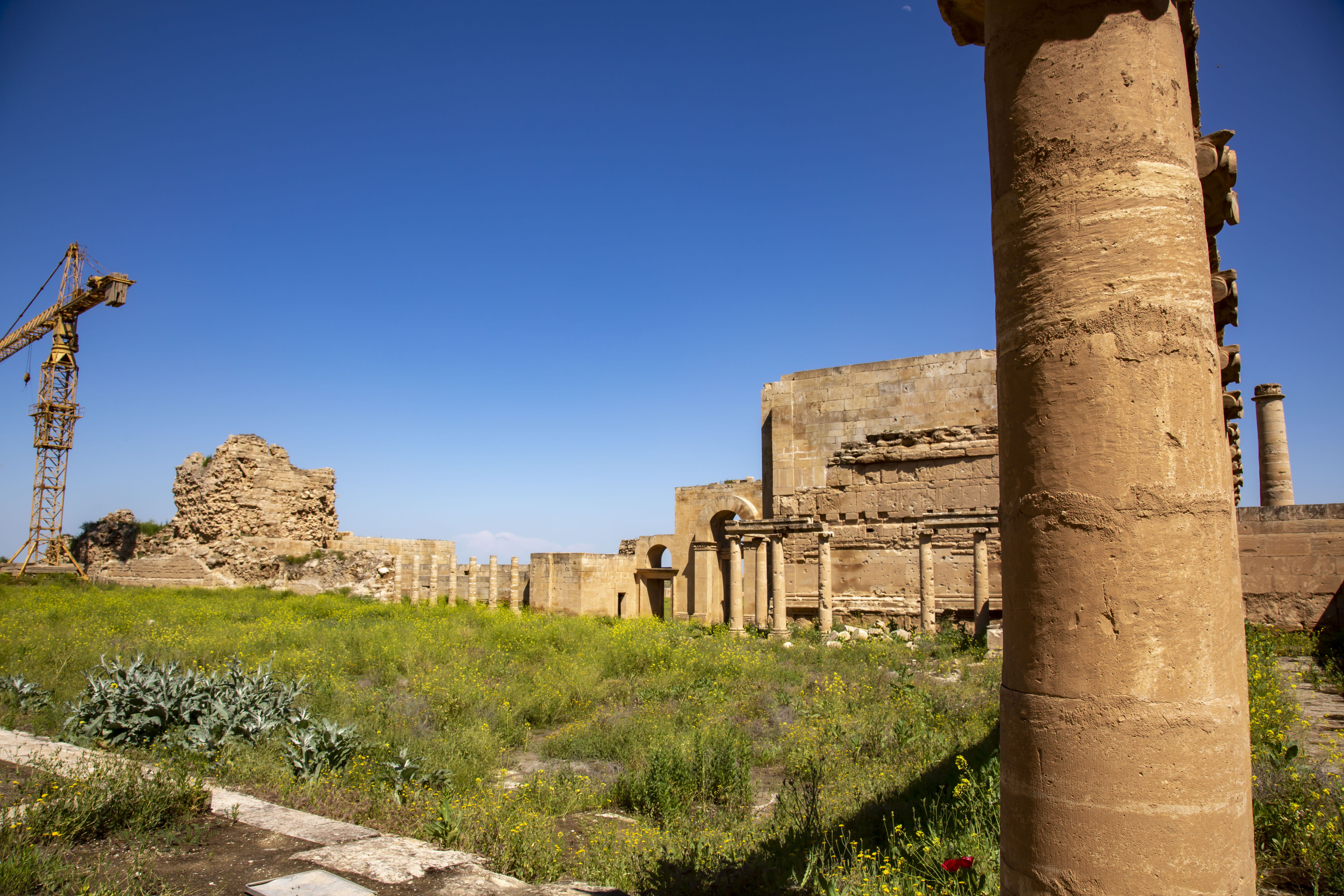
أعمدة الحضر

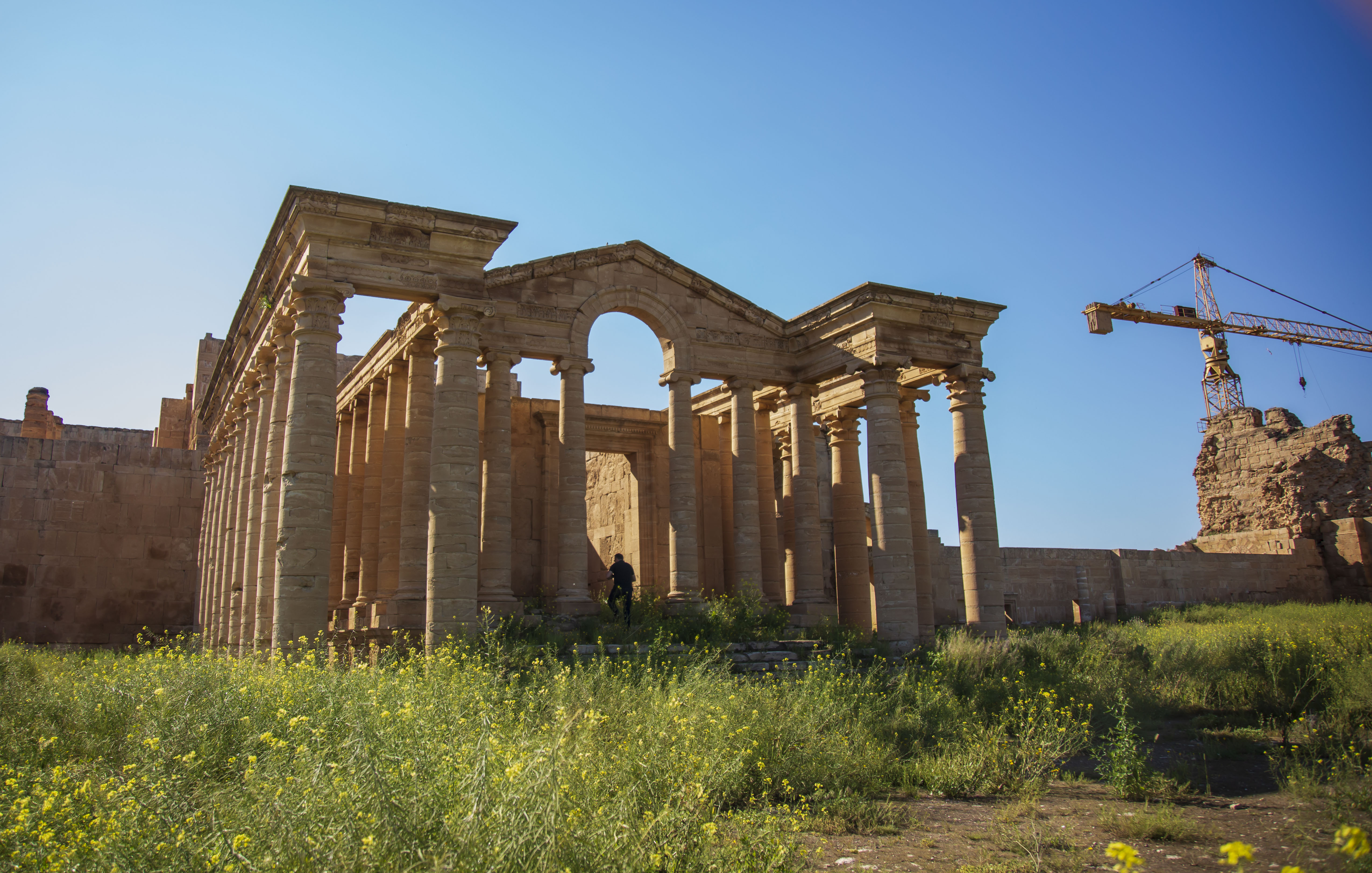
آثار الحضر

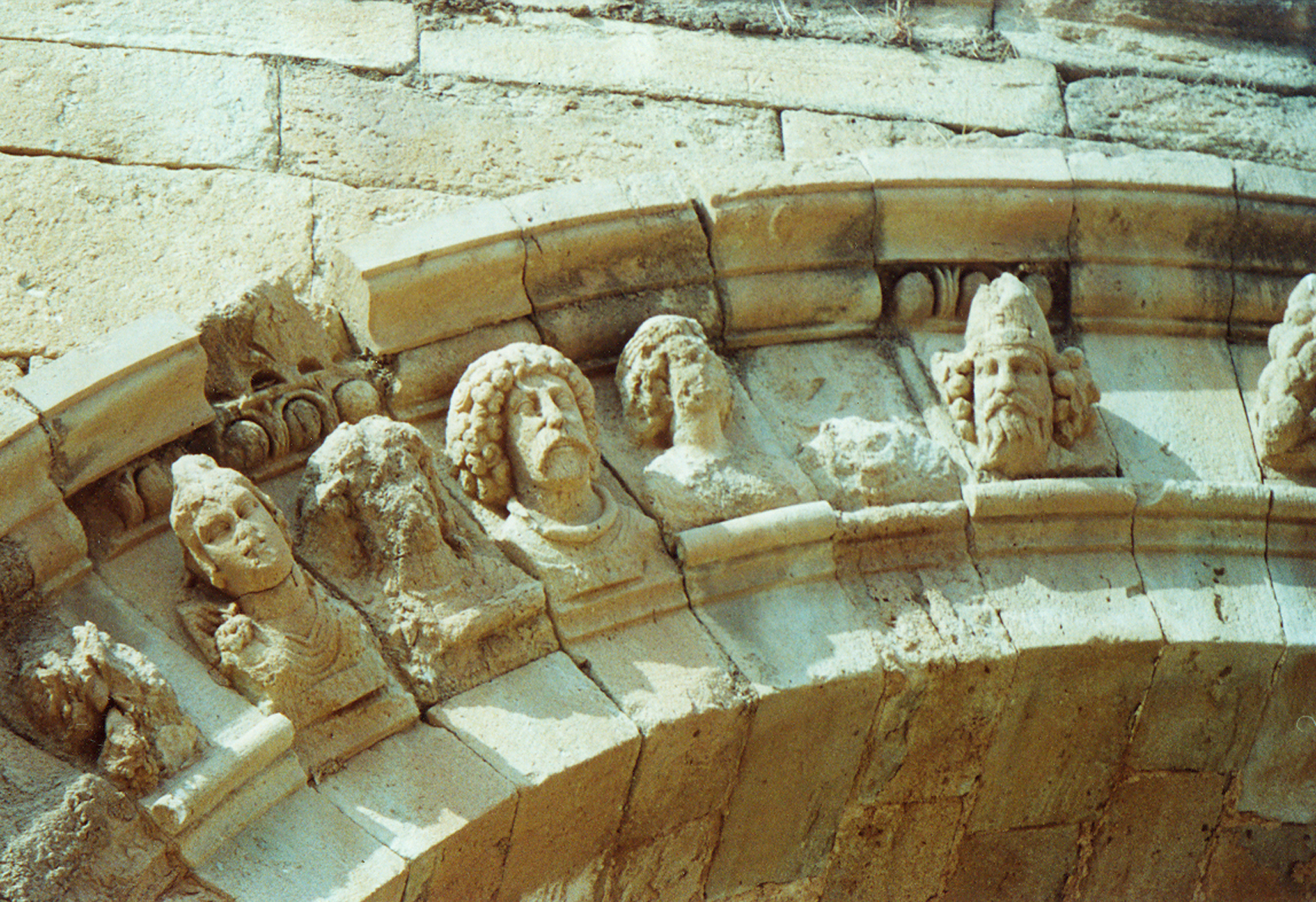
أحد جدران الحضر

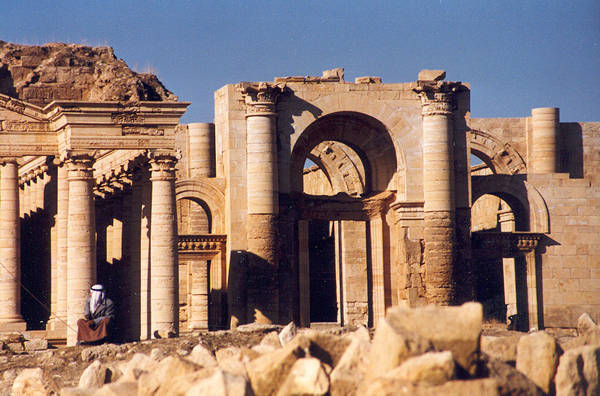
إحدى بوابات مدينة الحضر.

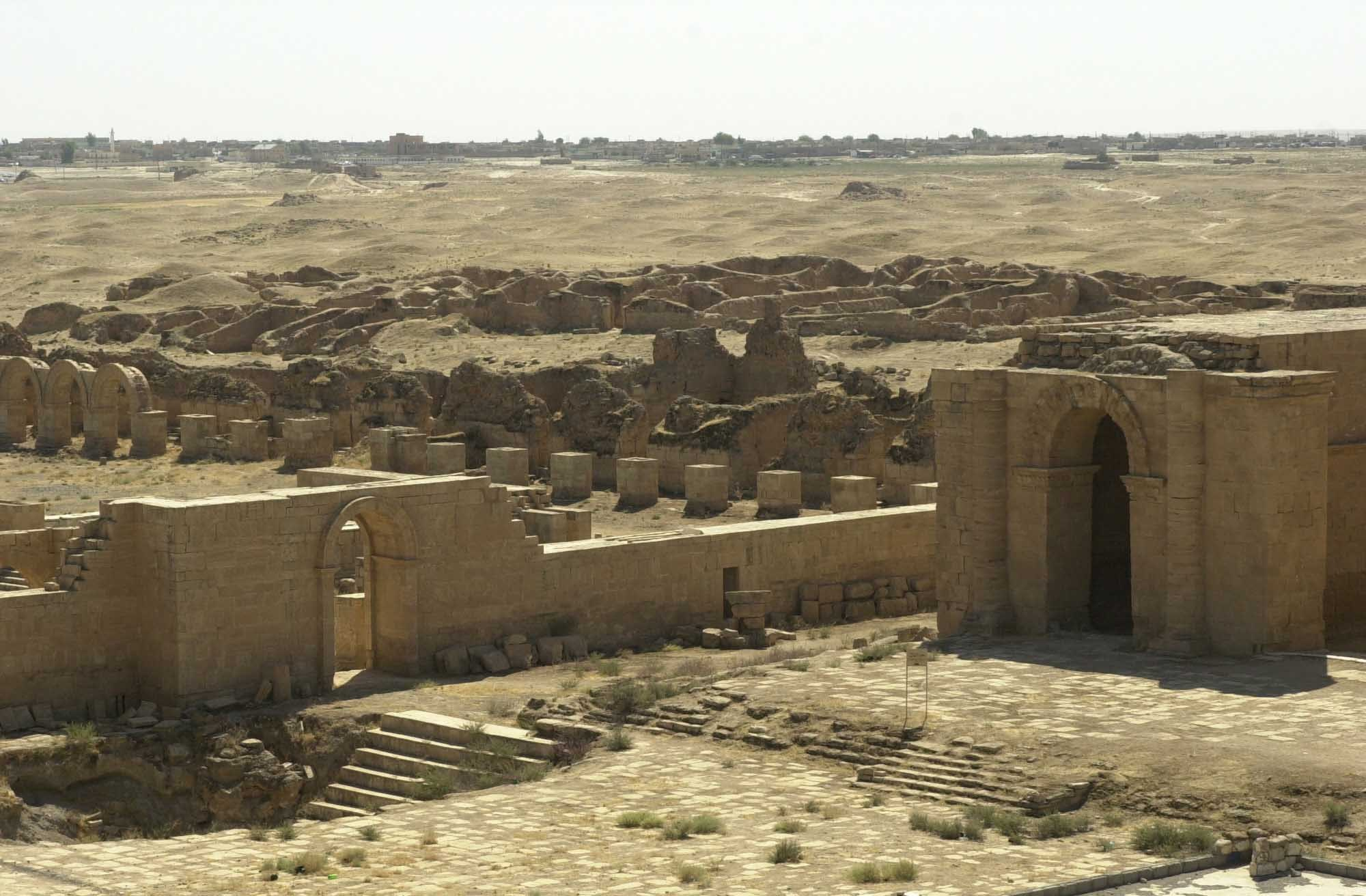
بقايا أطلال مدينة الحضر.

مملكة الحَضْر أو مملكة عربايا هي من أقدم الممالك العربية في الجزيرة الفراتية ومكانها في السهل الشمال الغربي من وادي الرافدين الذي هو غرب العراق وشرق سوريا حالياً، حدود المملكة هي أسوار مدينة الحَضْر بفتح الحاء وسكون الضاد المعجمة والراء المهملة وتعني المكان المحضور الذي يمنع فيه تداول ما لايليق لموقعه المقدس. وهي مدينة لطيفة بين دجلة والزاب، مسافة 110 كيلومتراً جنوب غرب الموصل على نهر الثرثار. وتبعد عن مدينة آشور القديمة حوالي 70 كيلومتراً. ظهرت مملكة الحضر في المئة الثالثة الميلادية وحكمها أربعة ملوك استمر حكمهم قرابة المائة عام.
عرفت مملكة الحضر (مملكة عربايا) بعمائرها وفنونها وعساكرها وصناعاتها، كانت هذه المدينة تجاري رومة في العمران حيث وجد فيها حمامات ذات نظام تسخين متطور، وأبراج، ومحكمة، ونقوش منحوته، وفسيفساء، وعملات معدنية، وتماثيل، كما ضربوا النقود على الطريقة اليونانية والرومية، وجمعوا ثروات طائلة بسبب تجاراتها وأسواقها وقوافلها.
وجدت كتابة على أحد المباني تقول: «سنطروق هو ملك العرب»، وسنطروق يسمى في كتب الإخباريين بالساطرون وإسمهُ الضيزن. حاول الفرس والرومانيين غزوها مراراً وفشل إمبراطور الروم تراجان ومن بعده سيبتيموس سيفيروس سنة 199م بعد أن غزا كلاً من بابل وسلوقية وطيسفون لأن أهلها دافعوا عنها دفاعاً عنيداً، واستخدموا أقواساً مركبة ترمي سهمين بنفس الوقت وقتلوا بها بعضاً من حرس الإمبراطور، وهزموا جيش الملك أردشير الأول، الذي أخذ الجزيرة كلها حتى سقطت على يد الفرس عام 241 م ودمّرت تدميراً شديداً ومنع أهلها من حمل السلاح، وكانت تلك نهاية مملكة العرب.

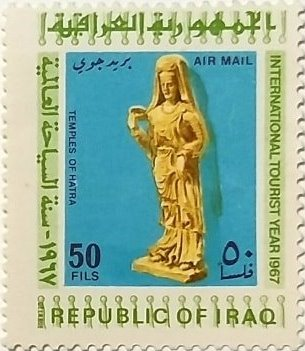
طابع بريدي عراقي فئة 50 فلسا صدر عام 1967 ضمن مجموعة سنة السياحة العالمية ويظهر فيه آثار مملكة الحضر

يذكر أن الأشكانيين أخذوا صنائع وفنون وعادات الحضر. وهناك ممالك عربية كانت قائمة في إقليم الهلال الخصيب ومتقاربة في الزمن، أهمها: مملكة الأنباط - عاصمتها البتراء، ومملكة تدمر - عاصمتها تدمر، ودولة المناذرة - عاصمتها الحيرة، ودولة الغساسنة - عاصمتها الجابية.

## مدينة الحضر التاريخية
مدينة الحضر مستديرة تقريباً، قطرها حوالي الكيلومترين يحيط بها خندق عميق محكم الجانب كما يحيطها سور مدعم بـ 163 برجاً، ويتكون هذا السور من جدارين عرض كل منهما 3م و 2.5م وبينهما مسافة 12م عند البوابة الشمالية. كما وجد خط ترابي يلف بالمدينة من جميع الجهات على بعد نصف كيلومتر خارج السور، ولا يعرف إن كان سوراً خارجياً أم أنه حلقة أحكم بها العدو حصاره للمدينة، وتقع على أطرافها عدد من القلاع. وقد تميزت المدينة بموقع يحتل أهمية تجارية وعسكرية، فضلاً عن وفرة مياهها العذبة وأراضيها الخصبة.

مخطط تخطيطي لمدينة الحضر

شعار المدينة هو النسر، وهو يمثل قوة وهيبة المدينة التي يحكمها آل نصر الأقوياء. اشتهرت الحضر في زمن جذيمة الوضاح الأبرش والذي اغتالته الزباء ملكة تدمر. وكان سكان الحضر وثنيون يعبدون آلهة منها اللات وشمش «الشمس» ثم تحولوا إلى الديانة المسيحية وغدت دولتهم دولة دينية تحكم بحكم ديمقراطي حيث يحق للكل إبداء رأيه.

## صعود المدينة وسياقها الجغرافي والسياسي
يبدو أن مدينة الحضر ظهرت في القرن الأول الميلادي. لا توجد اكتشافات في الموقع أو أي مصدر مكتوب يُشير إلى أنها كانت موجودة من قبل، على الرغم من ذكر بلدة في نفس المنطقة في نص من القرن الثامن عشر قبل الميلاد؛ لها اسم مُشابه، هاشوارو (Haṣaru)، مبني على نفس الجذر السامي الذي يعني «السياج أو السور».
سيطر الفرثيون في وقت إنشاء الحضرعلى بلاد ما بين النهرين العليا من 120 إلى 110 قبل الميلاد. كان يسكنها أناس يتحدثون اللهجات الآراميَّة، وهم من نسل الآشوريين والآراميين من النصف الأول من الألفية الأولى قبل الميلاد، التي أشارت إليها نصوص ذلك الوقت عدة مرات بمصطلح «الآشوريون» أو «السوريون» بالإضافة إلى القبائل العربية التي استقّرت في المنطقة منذ منتصف الألفية الأولى للميلاد خاصة حول مدينة الحضر وفي منطقة الفرات الوسطى. كما أطلق المؤلفون اليونانيون والرومانيون على هذه المساحة اسم «شبه الجزيرة العربية».

موقع الحضر في منطقة يبدو أنها كانت غيرمأهولة في الماضي. تعتبر المنطقة صحراوية، لأنه يوجد مجرى مائي واحد وادي الثرثار وهو غير دائم. هذه المنطقة، الجزيرة السفلى، هي منطقة هضبة تقع عند حدود المنطقة حيث يمكن الزراعة الجافة؛ رصدت العديد من القرى والمزارع المعاصرة في محيطها، خاصة في الشمال حيث تكون الأمطار غزيرة، مما يشير إلى وجود نشاط ثقافي هناك. كانت هذه بلا شك مواقع موسمية يسكنها السكان شبه الرُحّل، حتى لو كانت بعض القرى بلا شك محتلة بشكل دائم من قبل مجتمعات المزارعين المستقرين.
من ناحية أخرى، كانت منطقة جنوب الحضر هي السائدة وكان هناك القليل من الموائل الثابتة. كانت هذه المنطقة حينها تشهد ممارسة السكان لحياة رعوية وهم شبه رحل وأولئك الذين يمارسون الزراعة الدائمة. كانت مدينة آشور، العاصمة القديمة لآشورهي المدينة الرئيسية في محيط مدينة الحضر، وتقع على بعد حوالي خمسين كيلومترًا إلى الغرب على نهر دجلة. كانت مركزًا مهمًا لعدة آلاف من السنين، شهدت عودة الازدهار في بداية الألفية الأولى. يبدو أن هذه المدينة قد خدمت، مثل الحضر، كمرساة للسلطة البارثية في الجزء الغربي من بلاد ما بين النهرين العليا.
عند نقاش أسباب تطور الحضر. غالبًا ما يتم طرح دور تجارة القوافل، حيث تقع المدينة على الطريق الذي يربط طسيفون، عاصمة البارثيين، بسوريا، ولا سيما تقاطع طريق نيسيبه؛ تَظهر الحضر على خريطة بوتينجر التي تُوضّح شبكة طُرق الإمبراطوريَّة الرومانيَّة كخطوة على هذا المحور. ولكن لا توجد في الواقع أية أدلة تُنادي بدور رئيسيّ للتجارة في حياة المدينة. التفسير الأكثر شيوعًا هو دورها كملاذ ديني يخدم السكان المستقرين والبدو في المنطقة، ويعبدون إله الشمس والآلهة العظيمة الأخرى في المدينة. لكن الواقع هو بلا شك أكثر تعقيدًا، فهناك العديد من العوامل التي يجب أن تلعبها، بما في ذلك تنمية المناطق النائية الزراعية التي لم تكن بالضرورة فقيرة كما يعتقد المرء عمومًا. · . كان للعامل السياسيّ دوره أيضًا. يبدو أن الحضر أكدت نفسها ككيان سياسي تابع للبارثيين، الذين سيطروا بعد ذلك على بلاد ما بين النهرين والهضبة الإيرانية. يتوافق ظهور مدينة الحضر في التاريخ مع التوسع الأقصى لمملكة حدياب (أربيل ونينوى وإكباتان وغوغميلا)، الواقعة شمال الحضر. وفقًا لخافيير تيكسدور، في القرن الأول، ربما سيطرت هذه المملكة أيضًا على مدينة الحضر. بالنسبة إلى تيكسدور، الذي يلخص الموقف المهيمن،
. غالبًا ما يُنظر إلى مملكة الحضر على أنها نوع من الدولة العازلة بين الإمبراطورية الرومانية والبارثيين، تتمتع بشبه استقلال: يبدو أن البارثيين لم يولوا اهتمامًا كبيرًا بشؤون أتباعهم. لم يحبطوا مشاريعهم وقدموا لهم دعمهم عند الحاجة. لكن العلاقات بين الحضر والبارثيين موثقة بشكل سيئ للغاية، وإعادة بنائها من قبل المؤرخين مبنية على فرضيات، معقولة ولكن لا يمكن إثباتها، ولا يوجد نص يستحضر علاوة على ذلك الهاتريان والبارثيين الذين يقاتلون جنبًا إلى جنب. وقد أدى هذا بلا شك إلى التقليل من الدور المناسب لملوك الحضر، التي يتم تقديم سياستها الخارجية بشكل عام من خلال منظور الازدواجية بين البارثيين والرومان.

## بدايات التوسع
قام المؤلف الأول الذي ذكر وجود الحضر، كاسيوس ديو، بذلك ليذكر الحصار الفاشل للمدينة بقيادة الإمبراطور الروماني تراجان حيث عاد من حملة في بابل ضد البارثيين، وكان عليه أيضأ مواجهة تمرد من البلدان التي تركها وراءه بعد الجزء الأول من الحملة (التي بدأت عام 114). يستحضر المؤرخ مدينة ليست غنية ولا مزدهرة، والتي لم يكن لديها الحجم الذي كانت ستأخذه في السنوات التالية. ومع ذلك، كان سكانها قادرين على مقاومة المحاصرين بقوة. كان من الممكن أن يفشل الحصار لأن القوات الرومانية، التي اختبرها المناخ الصحراوي وقادها إمبراطور في تدهور صحته (كان من المقرر أن يموت بعد فترة وجيزة)، كانت تفتقر إلى الماء والعشب لحمله إلى نهايته:
يبدو أن ازدهار مدينة الحضر بدأ بعد انسحاب القوات الرومانية. على أي حال، في هذا الوقت، يعود أقدم نقش تم العثور عليه في الموقع، والذي يمكن تأريخه على وجه اليقين، والذي يتعلق ببناء غرفة في الحرم الرئيسي للمدينة. ثم قادها شخصية تدعى ورود Worod، تحمل في النقوش لقب «اللورد» (māryā)، والتي ربما كانت في المنصب بالفعل أثناء حصار تراجان. يظهر في نقوش اثنين من أمراء الحضر، الكود ومعاني، لكن لم يُعرف متى حكموا.

## عصر «ملوك العرب»

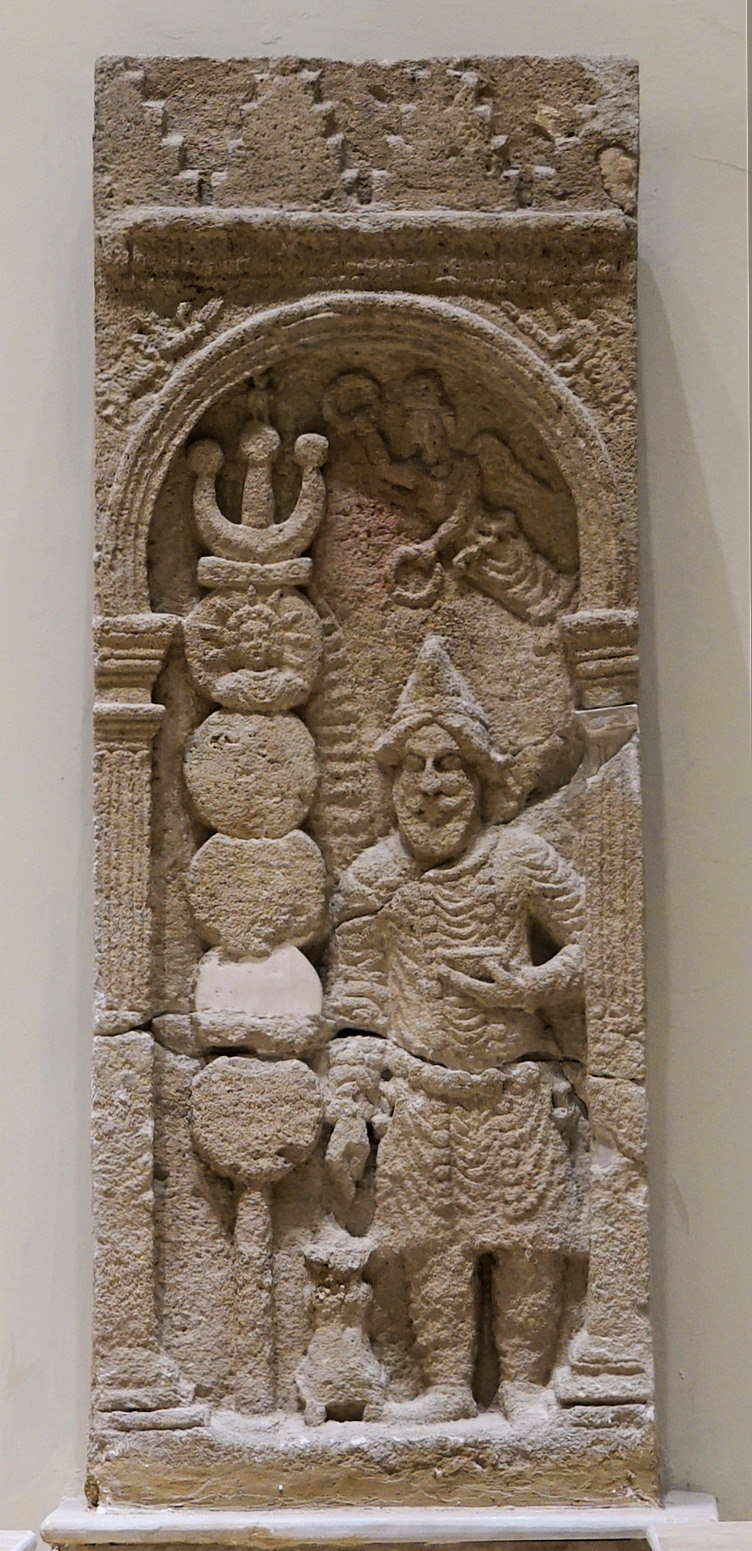
نقش انتصار سنطروق الأول. وهو يستخدم مذبحًا صغيرًا عند قدميه.

هناك نقش مؤرخ في 134 يشير إلى اللورد الذي حكم المدينة آنذاك، نشريحب، وابنه الأكبر نصري، الذي يبدو أنه ارتبط بممارسة السلطة. أصبح هذا الأخير بدوره سيدًا في السنوات التي تلت ذلك. تميّز هذان العهدان بنشاط إنشائي مكثف: شُيِّد سور الحرم العظيم في عام 138 بمبادرة من نصر، في ذلك الوقت ولي العهد، ثم على الأقل في بداية عام 150 عامًا. محيط خارجي كبير للمدينة يرتفع عن الأرض، مما يوسع إلى حد كبير المساحة التي تغطيها المدينة؛ لم يتم تحديد مسار الجدران السابقة من قبل علماء الآثار. العديد من المعابد مؤرخة أيضا من عهده. على النقوش التي تخلد ذكرى هذه الأعمال، قدم نصري نفسه أيضًا على أنه «رئيس كهنة إله الشمس» (أفكالا ربّ شمش)، مما يشير إلى أن منصبه كان له أيضًا جانب ديني. وساعده في أداء مهامه أحد الوجهاء يُدعى رَبِيتة، «خادم البيت (الإله)». كان له بلا شك وظيفة دينية بالدرجة الأولى لأنه كان مسؤول عن نشر المراسيم القانونية للمدينة، التي يُنسب أصلها إلى الآلهة.
خليفة نصري هو ابنه ولجش، اسم من أصل بارثي حمله العديد من حكام هذه الإمبراطورية)، والذي كان أول من حمل لقب «ملك العرب» (malka di Arab)، والذي يبدو أنه يكشف عن بسط سلطة أمراء الحضر على المناطق المجاورة. ثم زودت تماثيل الملوك بتاج متوج يميز ملوك الحضر التابعين. نحن لا نعرف بالضبط تحت أي ظروف حدث هذا التطور. قد يكون من الضروري ربطه بالأحداث التي نجمت عن النزاعات بين البارثيين والرومان: في السنوات 161-165، بعد عدة حروب، خسر الملك البارثي فولوغيس الرابع الوادي الأوسط من نهر الفرات لصالح خصومه، التي سلبته السيادة على مملكة الرها (أو أسروين). كان بإمكانه حينئذٍ أن يسعى إلى زيادة قوة أتباعه في الحضر لتقوية مكانتهم في نظامه الدفاعي، من خلال رفعهم إلى الكرامة الملكية ومنحهم السلطة على السكان المجاورين. لكن في غياب وثيقة صريحة حول هذه النقطة، يظل هذا تخمينيًا. ربما لم يحكم ولوعاش لفترة طويلة، منذ أن خلفه شقيقه سنطروق الأول على أبعد تقدير في عام 177. حكم السناتريك لبضع سنوات، وربط ابنه عبدسميا بالعمل التجاري، ومنحه لقب «ولي العهد» (pašgrībā)، قبل أن يخلفه على أبعد تقدير في عام 193. وفي هذا التاريخ، ظهر بالفعل في نص كتبه المؤرخ هيروديان، تحت اسم بارسمياس، في سياق الحرب الأهلية التي كانت تجري في الإمبراطورية الرومانية: أرسل فرقة من الرماة، بناءً على طلب الملك البارثي فولوجيز الخامس، إلى المندوب الروماني سوريا، بيسكينيوس النيجر، الذي ادعى لقب إمبراطور. هزم سبتيموس سيفيروس الأخير أخيرًا، وردا على ذلك، حاصر الحضر مرتين في التسعينيات، وعانى من إخفاقين أمام الأسوار الصلبة للمدينة. كان أكثر نجاحًا في مناطق غرب الحضر، حيث شكل فيلقًا مواجهًا للمدينة مباشرة.
يبدو أن العلاقات بين الحضر والبارثيين كانت بعيدة إلى حد ما. يستحضر هيروديان (III.28) حقيقة أن الملك البارثي «(رأى نفسه) غريبًا تمامًا عن القتال الدائر بين سيفيروس وهاتريين، ولم (يأخذ) أي ظل لهذه الحرب». بمرور الوقت، يبدو التأثير البارثي أقل وضوحًا في المنطقة وملوك الحضر أكثر استقلالية. يفسر السياق العسكري بلا شك سبب قيام ابن عبد السميع، سناطريق الثاني، بتعزيز أسوار المدينة في عام 200، عندما كان لا يزال ولي العهد فقط. حكم في العقود الأولى من القرن الثالث، وربط ابنه عبد السميع (الثاني) بالسلطة، لكن لا يُعرف ما إذا كان هذا الأخير قد خلفه.

## سقوط المدينة وأسطورتها
أدى سقوط الإمبراطورية الفرثية ضد الفرس بقيادة أردشير، مؤسس السلالة الساسانية عام 223، إلى تغيير الجغرافيا السياسية لبلاد ما بين النهرين والشرق الأوسط بأكمله. استغرق الأمر بضع سنوات للقوات الفارسية للقضاء على آخر ملوك بارثيين وإخضاع أتباعه الرئيسيين على الهضبة الإيرانية. ثم تحول أردشير إلى الغرب، ضد الرومان، الذين كان سنطروق الثاني قد ناشدهم لتجنب مشاركة مصير الخدم الآخرين للبارثيين. نقش عثر عليه في الحضر يعود تاريخه إلى 235 يشير إلى أن جماعة رومانية كانت تتمركز هناك. لذلك من الممكن أن تكون الحضر في ذلك الوقت حليفة وحتى عميل للرومان، أو حتى أنها شهدت توسعًا جديدًا في سلطتها، نحو الغرب، على القبائل العربية التابعة بالفعل لروما من قبل.
على أي حال، عانت المدينة من حصار الفرس بقيادة شابور الأول بن أردشير في السنوات التالية. تم أخذها أخيرًا في 240، في ظل ظروف لم يتم تحديدها. يوثق علم الآثار قبل كل شيء الأعمال المرتبطة بالحصار النهائي للساسانيين، الذين تولى بناء جدران الالتفاف والمعادلة المرتبطة بمخيمهم، ولا شك أنه سيتم البحث عنها في شرق المدينة. من الواضح أن سكان المدينة قد تم ترحيلهم بالكامل، وفقًا لعادات المنتصرين. لم يتم إعادة إسكان المدينة أبدًا لأنه لم يتم العثور على أي أثر للاحتلال بعد الحصار. عندما مر بالمنطقة عام 363، عقب عودة حملة الإمبراطور يوليان المرتد الكارثية ضد الساسانيين، وصف المؤرخ أميانوس مارسيليانوس مدينة الحضر بأنها
ذُكِرَ سقوط الحضر في التقاليد الإيرانية والعربية اللاحقة، فظهرت قصائد رثائية حول موضوع القوة المدمرة . ولا يزال الحدث بحد ذاته ضعيف المعلومات، لأنه غالبًا ما كان يؤرخ بشكل سيئ، من ذلك ما رواه فردوس الذي وضعه تحت حكم سابور الثاني في القرن الرابع. فقد تتبع روايات سقوط الحضر التي رواها مؤلفون مختلفون، وكذلك المؤرخ الطبري (القرن العاشر). وكان يقال أن ملك الحضر قد استفز الملك الساساني سابور الأول بمهاجمة أراضيه، وأسر شقيقته.
وكان هذا الأخير سيشن هجومًا ضده ويحاصر مدينته دون نجاح لعدة أشهر. ذُكرت عدة روايات لسقوط المدينة غالبيتها تلقي اللوم على الأميرة نادرة أو (نظيرة) ابنة ملك الحضرالضيزن إذ بعدما حاصر سابور المدينة أشرفت عليه النضيرة، بنت الضيزن وهويته فكتب في سهم يدل على عورة الحصن، فأتتها من مدخل الماء ورمت بالسهم إليه، فقطع الماء عنهم حتى أجهدهم العطش، ثم استندبهم على حكمه وقتل النضيرة. وذُكر أن ابنة الضيزن مليكة وليست نادرةامها عمة سابور دختوش ابنة نرسي كان الضيزن قد سباها عندما غزا طيسفون وأن دخول المدينة كان بإعاز منها لسابور أن يأتي رجاله من الثرثار وفيه فجوة تؤدي الى الحصن، وقيل أنها اسكرت أباها ليوافق على الزواج بدلا من أن يرفضه ويورد الحميري أن إسقاء الملك الخمر كان لغرض سرقة مفاتيح الحصن، أما ماورد في رواية أنها كانت ستوضّح لشابور طقوسًا سحرية تجعل من الممكن جعل التعويذة التي تحمي جدران المدينة التي لا يمكن اختراقها غير فعالة، وإلا لكانت قد سمّمت والدها وسلمت مفاتيح المدينة إلى سابور، أو حتى قيل للأخير كيف يدخل المدينة عن طريق النهر. بمجرد الاستيلاء على المدينة، وفى سابور الأول بوعده بالزواج، ثم أدرك ليلة الزفاف أن جلد الأميرة كان رقيقًا للغاية عند رؤيتها تنزف بعد ملامستها لورقة الآس. طلب تفسيرا، وأخبرته الأميرة أن ذلك بفضل العلاجات التي أغدقت على بشرتها بفضل والدها، المليء بالاهتمام تجاهها. لقد شعر بالفضيحة من حقيقة أن زوجته الجديدة كان من الممكن أن تخون مثل هذا الأب المحب وخوفًا من أن تفعل الشيء نفسه معه، فقد أعدمها. وفقًا للبعض، هذه القصة هي سلف بعيد لقصة الأميرة وحبة البازلاء، التي روج لها هانز كريستيان أندرسن. يجدر الإشارة الى أنه لم يرد أي نص في الحضر يذكر الضيزن أو النضيرة المثبت أن الحضر سقطت بعد حصار مرير استمر عاماً كاملاً من مطلع نيسان 240 إلى نيسان 241م.

## العمارة والعمران
في حالتها النهائية، من منتصف القرن الثاني، كانت الحضر مدينة ذات مخطط دائري تقريبًا، وفقًا لنموذج تخطيط المدن الذي يبدو أنه كان شائعًا في بلاد ما بين النهرين البارثيين منذ العثور عليها في أربيل (حدياب القديمة وحاليًا في أربيل) وطيسفون.

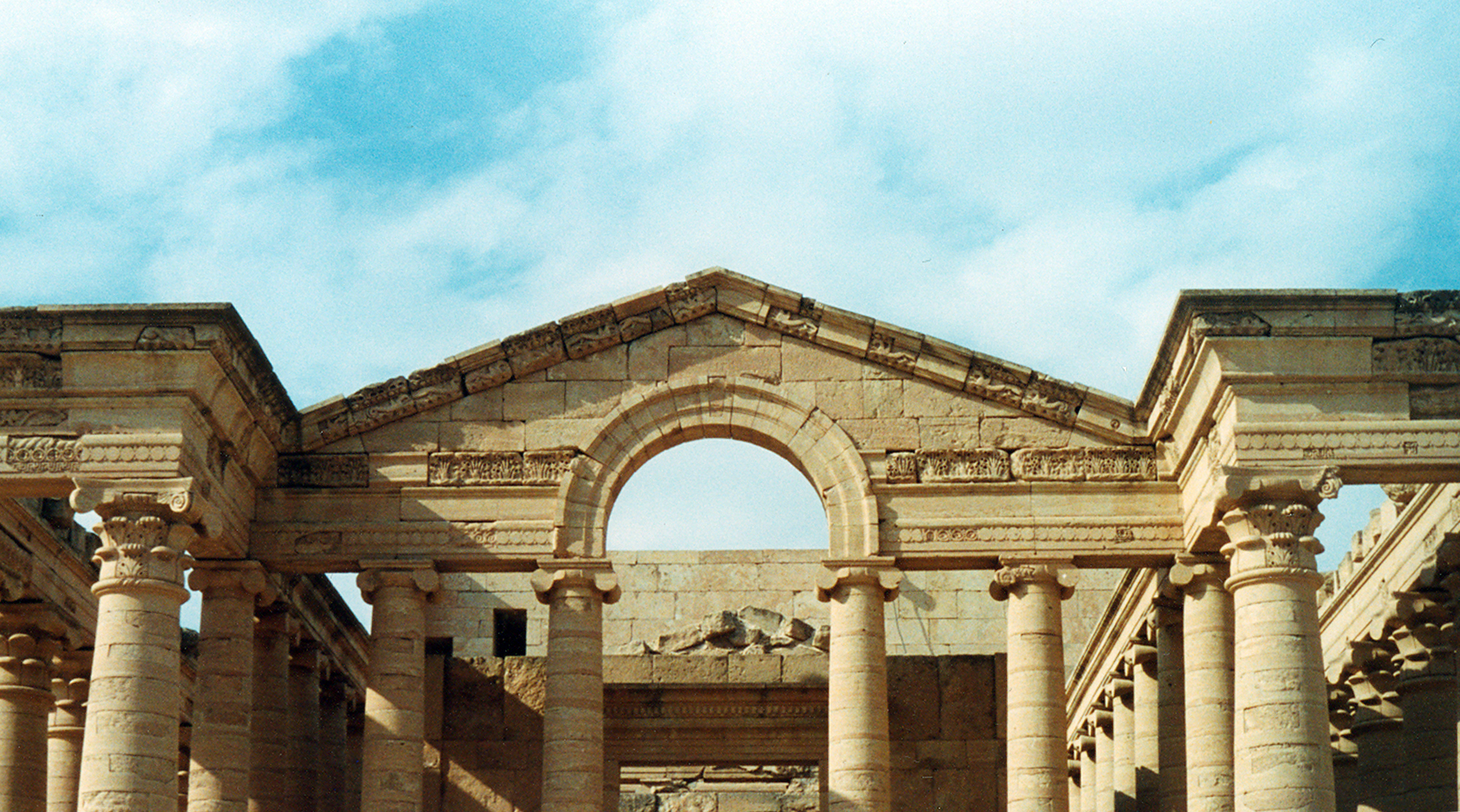
قوس المعبد الرئيسي

يوجد في وسطها معبد كبير مخصص لشمش إله الشمس، النصب الحجري الوحيد في مدينة مصنوع بالكامل من الطوب اللبن. يمكن القول إن هذا الضريح، الذي تضمن عدة معابد في نهاية ساحة واسعة، كان موقعًا للحج السنوي لعرب بلاد ما بين النهرين. تم بناء النسيج العمراني بشكل تدريجي بدون مخطط رئيسي في جميع الاتجاهات حول هذا الحرم المركزي. كان محميًا بجدار مزدوج من الطوب الخام. لا يزال التطور التاريخي للموقع غير معروف بشكل جيد خارج القرن الأخير من وجوده، ومن الصعب معرفة أي الآثار هي الأقدم، وما هو الجانب الذي كانت للمدينة قبل الأعمال الكبرى في القرن الثاني التي رافقت التطور الحقيقي للحضر.

## السور
عثرت فرق التنقيب الإيطالية والبولندية بالقرب من السياج المقدس على آثار لجدران من الحجر والطوب اللبن، قبل إنشاءات أخرى في الموقع. يبدو أن هذه هي بقايا سور كان يحيط بالحضر قبل بناء السور الأحدث وأكثرها وضوحًا خلال الحفريات، تلك التي بنيت في عهد نصرو في منتصف القرن الثاني. لذلك، فإن هذا السور الأول هو الذي واجهته قوات تراجان، قبل الصعود الحقيقي للحضر الذي شهد تشييد جدار أكثر قوة يشمل مساحة أكبر بالإضافة إلى السياج المقدس. لا يمكن تحديد المساحة التي يحدها هذا الجدار الأول على وجه اليقين لأن مساره لم يتم تحديده بوضوح بعد.

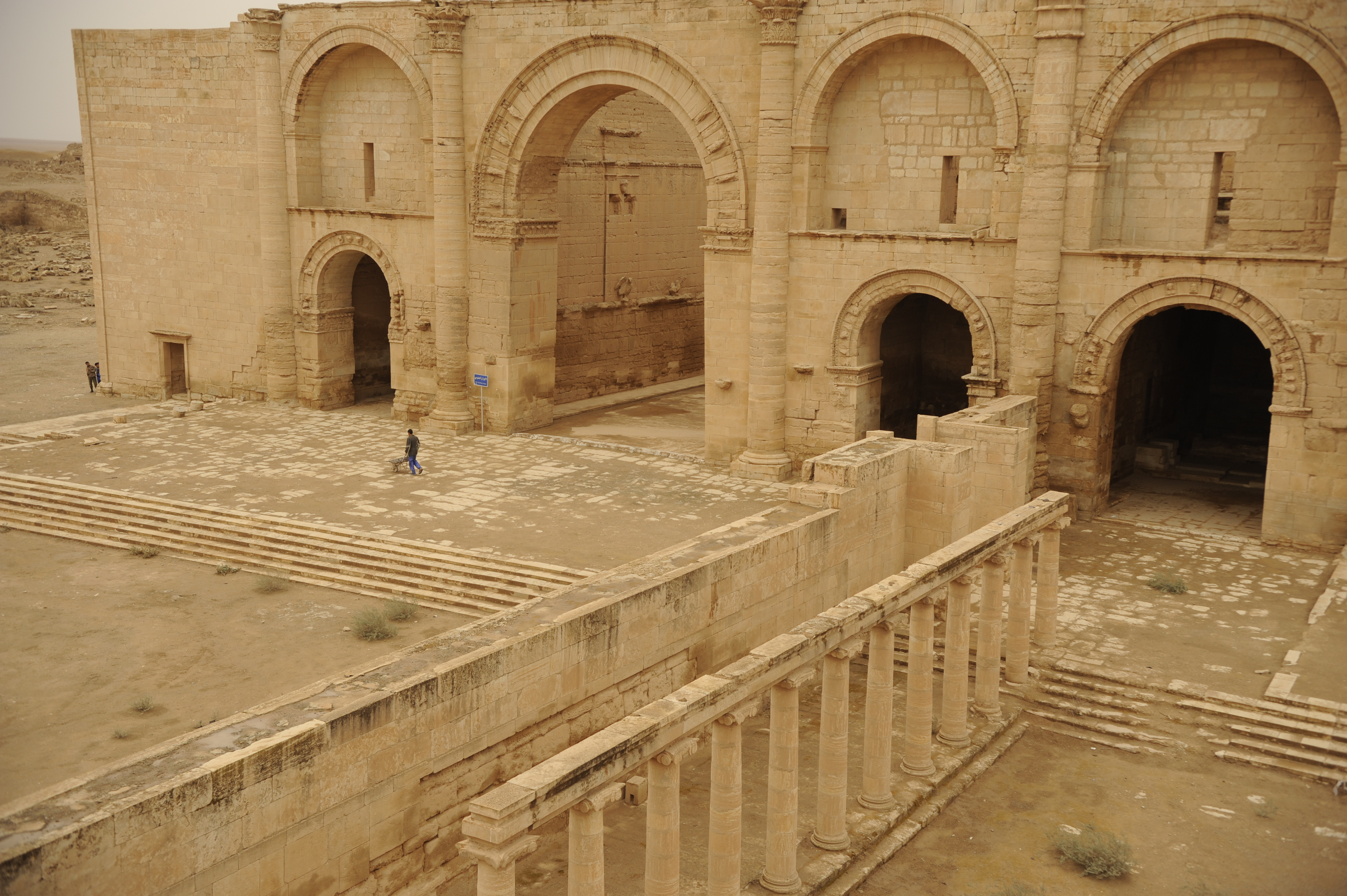
أحد جهات السور

السور الرئيسي في الحضر، الذي يمتد لمسافة 6 كيلومترات، معروف جيدًا بفضل الحفريات التي كان موضوعها. كان يسبقه خندق مائي ومحدود بمساحة دائرية تقريبًا. كان عملاً من الطوب اللبن والطين، يرتكز على قاعدة حجرية يبلغ ارتفاعها حوالي متر واحد وعرضها 3.50 مترًا، وأكثر في بعض الأماكن التي تم تعزيزها فيها بعد حصار الجيوش الرومانية. قُدِّر ارتفاعه الأصلي بنحو عشرة أمتار. يجب أن يكون الجزء العلوي من السور ملونًا، بناءً على العديد من اللوحات المزججة المزرقة التي تم اكتشافها. كانت الأبراج التي تفصل بينها حوالي ثلاثين متراً دافعت عن الجدار وأضيفت حصون حجرية إلى الجهاز لدعم المقاليع أثناء الحصار. قرب نهاية وجود المدينة، تضاعف الجدار الرئيسي بجدار داخلي صغير يعمل كخط دفاع ثانٍ. يمكن عبور السور من خلال أربعة بوابات تقع عند النقاط الأساسية الأربعة، بما في ذلك منعطف صناعي عند المدخل والفناء الداخلي. لذلك كان هذا الجهاز المهيب قادرًا على مقاومة حصار الجيوش الرومانية، وإبقاء الفرس تحت السيطرة لمدة عامين. أقام الأخير أمامه سورًا يحيط بالمدينة بأكملها، وهو التفاف حدده علماء الآثار، ويوضح أهمية الجهود التي كان عليهم بذلها لإنهاء الحصار 

## آثار السور المقدسة
تضمن السور المقدس، الذي حدد مساحة مستطيلة تبلغ 320 × 435 مترًا، المعالم الرئيسية في الحضر، المبنية من الحجر الحر، والتي كانت موضوع إعادة بناء مهمة (تجميع (ترميم)) من قبل علماء الآثار العراقيين. تم تشييد السور الذي يفصل هذه المجموعة عن باقي المدينة في عهد نصرو عام 138. وقد اخترقت الأبواب من جوانبه الأربعة. تم تقسيم هذا السياج الداخلي إلى قسمين بواسطة جدار عرضي عازل، إلى الشرق، ساحة واسعة ذات مخطط مربع تقريبًا وخالية تقريبًا من الإنشاءات، وتقع المباني الرئيسية في الجزء الغربي من السياج المقدس، على طول الجدار. في مساحة 320 × 140 مترًا) التي تم تحديدها. كانت بعض الغرف بمثابة مخازن وكذلك أروقة كانت موجودة في أقسام داخلية معينة من العلبة المقدسة. تم فتح المدخل الرئيسي لهذا على ساحة من جانبه الشرقي، وشمل ثلاثة بوابات مؤطرة بأربعة أبراج. لم يكن المدخل موجودًا في وسط الجدار الذي تم ثقبه فيه، ولكنه كان غريب الأطوار قليلاً باتجاه الشمال، ليواجه، على الجانب الآخر من المتنزه، المعبدان اللذان يفترض أنهما الأقدم .
تم ترتيب العديد من الأضرحة على الجانب الغربي من الباحة، بالقرب من الجدار الداخلي أو المجاور له. احتل «المعبد الهلنستي» الموقع المركزي، وهو اسم يرجع إلى الحفارين في الموقع (المصطلح غير مناسب تمامًا لأن الإلهام المعماري بشكل أساسي روماني)، ويسمى أيضًا «معبد ماران»، وهو الألوهية الرئيسية للمدينة. في الواقع، لا يُعرف على وجه اليقين أي الآلهة كانت تُعبد في هذا الهيكل؛ كما أنه من غير المعروف ما إذا كان هناك واحد أو أكثر. تميز مظهره بشكل كبير بالتأثير اليوناني والروماني، حتى لو كان تصميمه أصليًا: مستطيل الشكل، يحده صف مزدوج من الأعمدة، تم تشييد الصف الثاني على الأرض. نفس شرفة المعبد نفسه، وفقًا لمبدأ معابد المنصة من النوع الروماني. كان للواجهة، التي ترتكز أعمدتها على المنصة، قاعدة أرشيفية تميز العمارة السورية للإلهام اليوناني الروماني. · .
تضمنت الساحة الشرقية أيضًا مبانٍ مهمة أخرى تقع جميعها على جانبها الغربي. إلى الشمال، بُني على الجدار المستعرض، كان هناك معبد بواجهته ثلاثة إيوانات، غرف كبيرة مقببة مثقوبة على جانب واحد من الشرفة على شكل قوس كبير، وهو سمة من سمات العمارة في الفترة البارثية، وتوجد في العديد من المباني في الحضر. شُيِّد هذا المبنى في عهد سنطروق الأول وكرس للإلهة اللآت، ممثلة في العديد من النقوش البارزة. في الركن الجنوبي الغربي من المتنزه وفي وسطه، كان هناك مذبحان مكشوفان، غير معروف الاستخدام.
على مستوى المعبد المعروف باسم ماران، سمحت بوابتان مقنطتان بالوصول، في الجزء الغربي من السياج المقدس، إلى المعبد الأول، المعروف باسم شاهيرو، الذي بني على نفس مستوى المعبد السابق؛ لا شك في أن الجدار الذي يفصل بينهما قد أقيم بعد المعبدين اللذين ربما يكونان الأقدم في الموقع. يشتمل مدخل هذا المعبد الثاني، المواجه للجنوب، على رواق بأربعة أعمدة وباب مقوس نصف دائري يفتح على السيلا، على طراز إيوان  · .
تم عبور الجزء الغربي من السياج المقدس نفسه بجدار عرضي، يمر عبر النصب الأكبر للحضر، الواقع في وسط هذا الجزء من السياج المقدس. كان نصبًا ضخمًا يبلغ طوله 115 مترًا، ويتألف من ثمانية صفوف من الأقواس، بما في ذلك إيوانان أعلى من الآخر، بارتفاع يزيد عن 25 مترًا ويفتحان على غرفتين مقببتين بمساحة 34 قدمًا 15 مترًا (إيوان جنوبي وإيوان مركزي) انا فزت). كان هذان البابان الكبيران يحدهما أعمدة طويلة متداخلة مع تيجان كورنثية، تفصلهما عن صفين من الإيوانات الأصغر، وتلك التي تعلوها كانت مغلقة بجدار. انفتح الإيوان الجنوبي الكبير على صرح مربّع كبير تبلغ مساحته 28 متراً مربعاً، وربما يكون إضافة متأخرة، مؤلفة من غرفة مركزية مربعة مقبّبة، يحيط بها رواق مقنطر بدوره. يوجد إيوانان متوسطان الحجم في الجزء الشمالي من المبنى ويفتحان على نفس الغرفة المستعرضة المقببة؛ ربما تم بناؤها في وقت متأخر عن بقية البناء. اختفى سقف المبنى، ولكن تم العثور على بلاطاته المزججة الزرقاء أثناء أعمال التنقيب على الأرض. يبدو أن الغرفة المقببة المربعة الواقعة خلف الإيوان الجنوبي الكبير كانت مكان العبادة الرئيسي لإله الشمس، حيث تم استخدام الممر الذي يحدها من جوانبها الأربعة في طقوس الطواف. كان من المقرر أن تكون الغرف التي فتحت لها الأبواب المقوسة الأصغر حجرات مجاورة للمحراب. من ناحية أخرى، يبدو أن الإيوان الكبير كان عبارة عن أماكن للاجتماعات كانت تستخدم لاستقبال العديد من الضيوف، كما يتضح من المقاعد التي كانت على حواف الإيوان الكبيرين في المجمع الرئيسي. بالمعنى الدقيق للكلمة، لم تكن بالضرورة ملاذات، على الأقل ليس بالمعنى الكلاسيكي للمصطلح، مثل "قدس الأقداس"، على الرغم من أنها تبدو وكأنها رتبت مذابح على المنصات هناك. كانت مناسبات الاجتماعات أن تكون مهرجانات دينية تتميز بالتضحيات والمآدب الطقسية التي تشهد بوفرة في الديانات السامية في ذلك الوقت. كانت هذه لحظات مهمة في الحياة السياسية والدينية للمدينة، حيث استقبل أمراء الحضر، وكبار كهنة إله الشمس، ممثلين عن قبائل منطقتهم، وبالتالي أكدوا دورهم "ملك الحضر". العرب ".
يوجد مزاران آخران في النصف الجنوبي من الجزء الغربي من الحرم المقدس: «معبد سامية» و«معبد الثالوث». كلاهما يشتمل على ثلاثة إيوانات مصطفة على نفس الواجهة، والواجهة المركزية أكبر، وتعيد إنتاج نموذج المعبد الرئيسي بحجم أصغر.

## الإنشاءات الأخرى
تشكل الفراغ بين الجدار والسور المقدس المنطقة السكنية لمدينة الحضر. تظهر الصور الجوية للموقع أنه تم تشييده على معظم مساحته، وأن تصميم الطرق الرئيسية، العريضة، كان لا يزال واضحًا على الأرض في وقت الحفريات، وكذلك الطرق الثانوية الأخرى. أضيق مع تخطيط غير منتظم أكثر. ولكن كما هو الحال في كثير من الأحيان مع المدن القديمة، فإن هذه المنطقة الخالية من الآثار الكبرى لم تجذب انتباه علماء الآثار حتى وقت متأخر، وبالتالي فهي أقل شهرة من المجمع الضخم.
ومع ذلك، فقد رصدت فرق من علماء الآثار العراقيين عدة مبانٍ في هذه المنطقة، بما في ذلك أربعة عشر معبدًا داخل المدن، أسستها عائلات ثرية من المدينة. كانت مبانٍ ذات مخطط بسيط، بما في ذلك غرفة واسعة مستطيلة الشكل تحدها مقاعد وتفتح على غرفة صغيرة أو مكان بسيط يتضمن صورة الألوهية المبجلة في المكان بالإضافة إلى المذبح. لم يكن لديهم بشكل عام أي غرف ملحقة. كان مدخل المعبد إيوانًا، أما معابد الحرم المقدّس  · .
من جانبها كشفت الفرق الإيطالية مناطق سكنية. المساكن الخمسة عشر التي تم استكشافها هي من تقاليد بلاد ما بين النهرين، وتتميز بتنظيم حول فناء داخلي مع إيوان يعمل كمنطقة استقبال. منزل معنو، بالقرب من المعبد الأول، هو الأكبر في الموقع (2700 متر مربع). كان يحتوي على عدة وحدات، يتم تنظيم الوحدة الرئيسية حول فناء به إيوانان متقابلان ورواق. وشملت الوحدات الأخرى نوعًا من الأجنحة مع مناطق الاستقبال الخاصة بها، بالإضافة إلى المتاجر أو الورش. كما قامت نفس الفرق بتطهير جزء كامل من حي يمر عبر الشارع المتجه من شمال السياج المقدس إلى البوابة الشمالية لجدار المدينة. تضمنت العديد من المباني والمساكن والمصليات والمتاجر التي فتحت على الشارع بأروقة. أكبر سكن بدون عوائق في هذه المنطقة، «المبنى A»، يغطي أكثر من 1.850 متر مربع. تم تنظيمه حول فناء مركزي في إيوان، وزينت بعض جدرانه بالرسومات أو الكتابة على الجدران؛ تشير النقوش إلى أنه كان مقر إقامة رئيس كهنة شاهيرو  ·  · . بالقرب من البوابة الشمالية للجدار، تم أيضًا رصد مبنى فخم يضم فناءً كبيرًا مساحته حوالي 47 × 50 مترًا، إيوانان، لم يكن أبدًا موضع حفريات منهجية. كما تم استكشاف المقابر في الموقع (تم رصد حوالي 142)، خاصة داخل المدينة، معزولة أو مجمعة معًا في مقابر. هذه مبانٍ صغيرة مربعة الزوايا، من 6 إلى 11 مترًا على الأرض، مبنية من الحجر وفي بعض الأحيان لها زخرفة خارجية، وشبه أعمدة مشغولة. يمكن أن تتكون من غرفة واحدة، أو مقسمة إلى وحدتين أو ثلاث وحدات تتكون نفسها من غرفة واحدة أو أكثر، دون معرفة ما تعكسه هذه الاختلافات (التنوع الثقافي أو التغييرات بمرور الوقت؟).

## حضارة الحضر
جاء ازدهار المدينة بشكل رئيسي من استغلال الواحات التي دعمتها، وكذلك من التربية الواسعة التي مارسها البدو. لا شك أنها مارست أيضًا تجارة القوافل، فقد لعبت دوراً في الوساطة التجارية بين آسيا وأوربا.
لكن أحدًا لم يجد في الحضر نقوشًا للقوافل كما في تدمر، المدينة التي تشبهها كثيرًا في أماكن أخرى.

### النقوش واللغات والنصوص
تضمنت الآثار والأعمال الفنية في الحضر نقوشًا محفورة أو محفورة أو مرسومة على كتل حجرية ونقوش وركائز تماثيل. تم التعرف على حوالي 500 في الموقع، ويعود تاريخهم إلى القرن الثاني تقريبًا؛ يمكن تأريخ 26 فقط بدقة لأنهم أشاروا إلى السنوات في الحساب السلوقي.

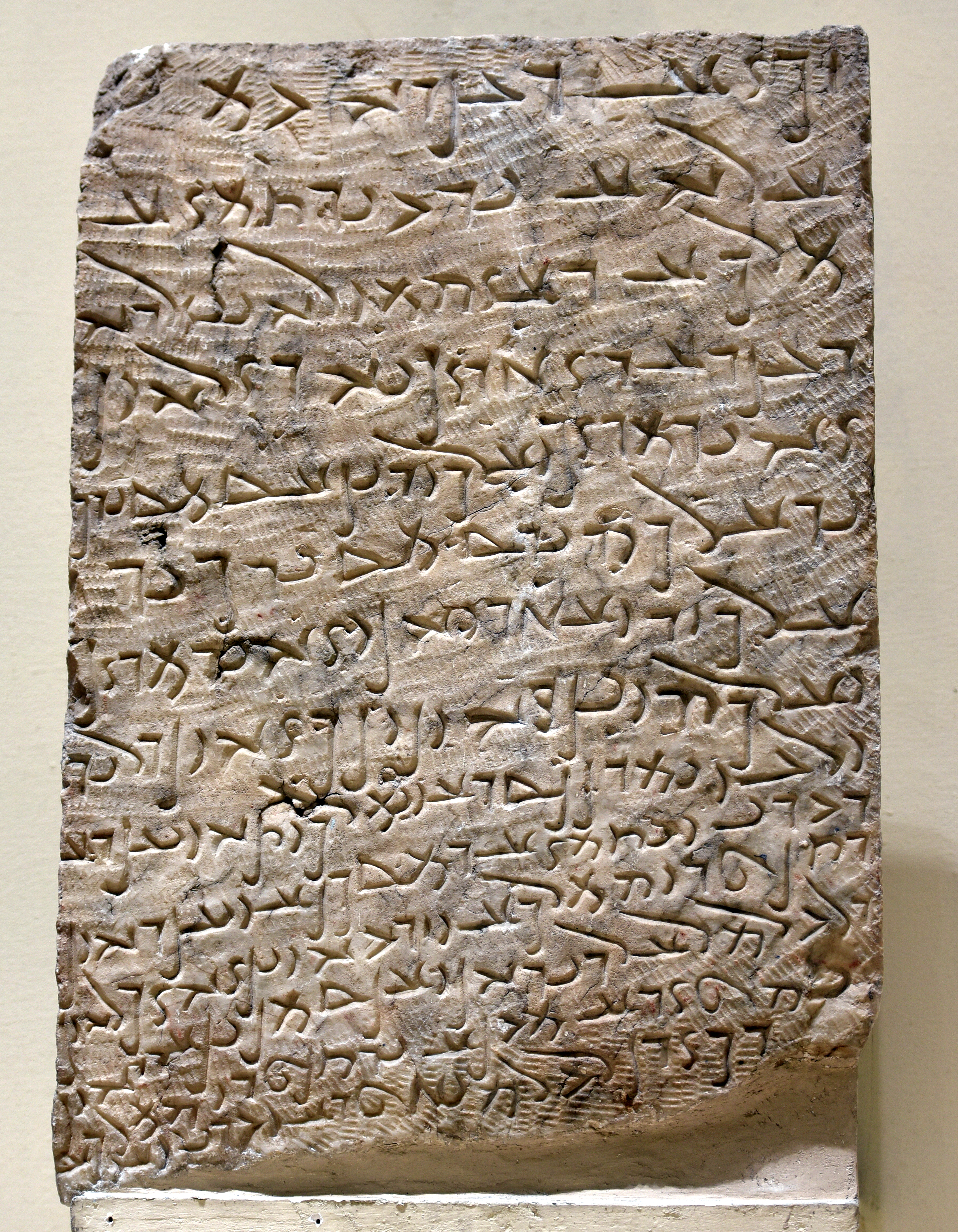
لوح رخامي يحتوي نقش بالخط الآرامي يذكر اسم "الحضر" كمركز لمنطقة "عربايا" (مملكة عربايا). من الحضر محافظة نينوى العراق. الفترة البارثية ، من القرن الأول إلى القرن الثالث الميلادي. معروض في المتحف العراقي في بغداد ، العراق.

هذه النصوص مكتوبة بالأبجدية الآرامية، اللغة السائدة في شمال بلاد ما بين النهرين منذ نهاية الإمبراطورية الآشورية، في القرن السابع قبل الميلاد. وهي على وجه التحديد نسخة شرقية من الآرامية، وجدت أخرى منها، لنفس الفترة، في المواقع المجاورة آشور وقبر أبو نايف وفي منطقة تكريت الواقعة جنوبًا. كما أن تهجئتهم قريب جدًا من النقوش من مواقع في أرمينيا (غارني). النقوش الآتية من سوريا، وخاصة تلك الموجودة في تدمر والسريانية، هي جزء من تقليد غربي مختلف. تتكون أبجدية الحضر من 22 حرفًا، وهي ثابتة في نوعها، وتقرأ من اليمين إلى اليسار، مثل معظم الأبجديات السامية الأخرى. ·  تعتبر النقوش حذرة إلى حد ما: تلك من النوع «الضخم»، الأقل عددًا والتي تنبثق من أعلى سلطات المدينة، هي الأفضل من حيث التنفيذ، في حين أن تلك من النوع المخطوطة أو «الأثرية الزائفة» الأكثر شيوعًا، هي أقل من ذالك. حفنة من النقوش باللغة اللاتينية تعود إلى الفترة الأخيرة من الحضر، عندما كانت تضم حامية رومانية. من وجهة نظر نمطية،
(ر. برتولينو). النصوص التذكارية هي الأكثر عددًا. هذه المجموعة، المكونة من نقوش مختصرة، هي في الأساس من النوع الديني، وبالتالي فهي تُعلم في المقام الأول بانثيون الحضر وبعض القوانين الدينية. بشكل غير مباشر، يمكن دراسة أسماء الأشخاص وفقًا لهذه النصوص، مما يؤكد الطابع التعددي للحضارة المحلية (الآرامية والعربية والإيرانية)؛ هناك أيضًا ألقاب رسمية وأسماء بعض القبائل بالإضافة إلى سلاسل النسب التي تسمح بالتعرف على عائلات معينة. من ناحية أخرى، لا تساعد هذه النقوش كثيرًا في إعادة بناء التاريخ السياسي للمدينة.

## الديانة
ديانة الحضر التي عرفت بدراسة نقوش الموقع وبفضل فنها وهندستها المعمارية لها أصول مختلفة (بلاد ما بين النهرين، سورية، عربية، يونانية رومانية، إيرانية).
الإله الرئيسي للحضر هو إله الشمس، شمش في النقوش (حرفيًا «الشمس»)، شمش في ديانة بلاد ما بين النهرين القديمة. تعرضها العملات المعدنية في المدينة باسم «حضر شمش» (ḥtrʾ d-šmš)، أي «العلبة (المقدسة) للشمس». ربما كان هذا الإله هو الألوهية الرئيسية للمجمع الضخم المسيطر على العلبة المقدسة.

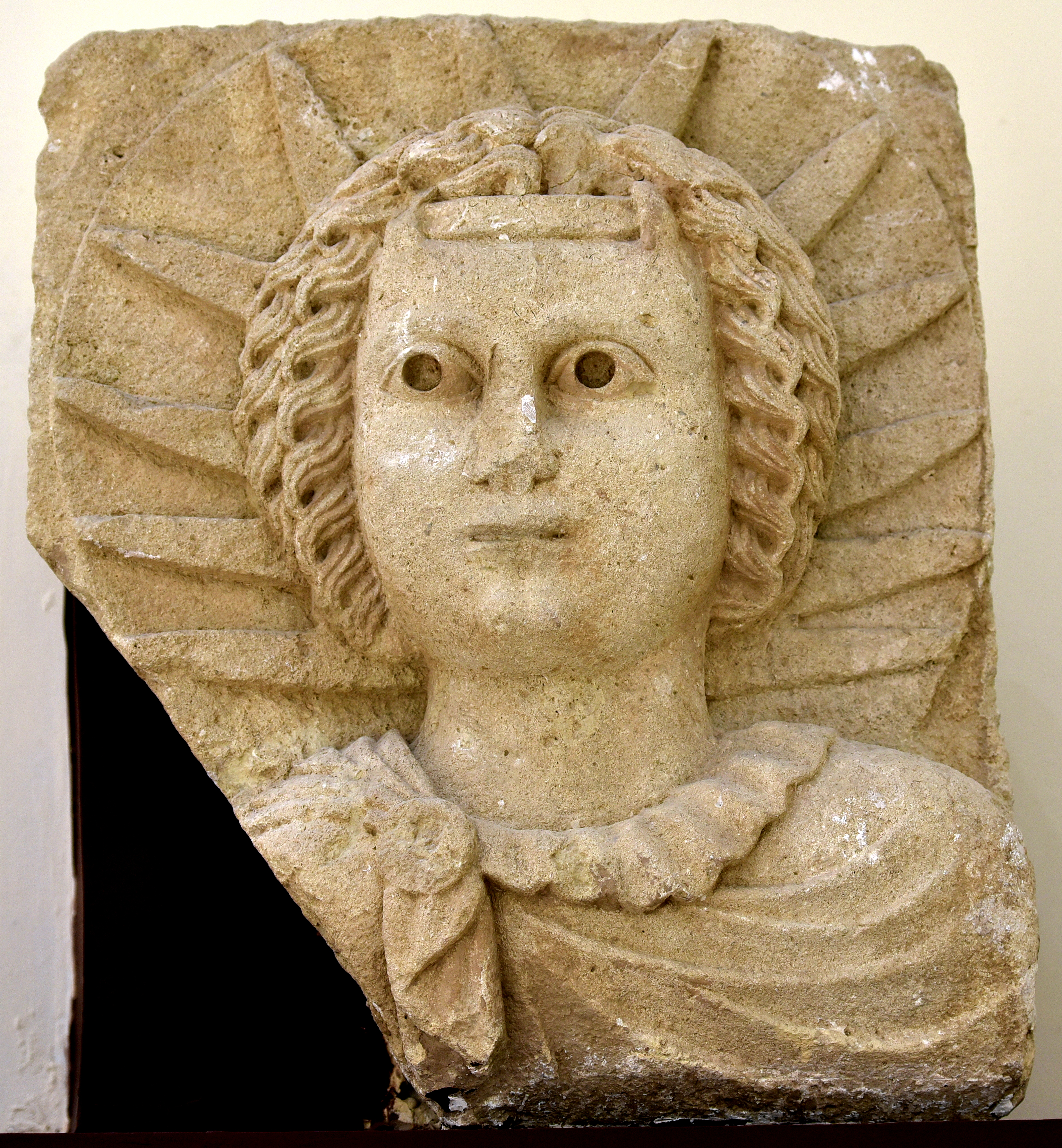
بلاطة من الألباستر على شكل وجه ذكر يظهر خلف رأسه قرص كبير به أشعة مشعة. هذا هو شمش إله العدل الإلهي ، والشمس. من الحضر محافظة نينوى ، العراق. الفترة البارثية ، معروض في المتحف العراقي في بغداد ، العراق.

تصر نقوش الحضر بشكل خاص على العبادة المكرسة لثلاثية مكونة من مارين (مرن) «ربنا» ومارتن (مرتن) «سيدتنا» وبار مارين (بر مرجان) «ابن ربنا». يتكون هذا الثالوث من زوجين وابنهما غير معروف في مكان آخر، وبالتالي يشكل أصالة من الحضر. يبقى السؤال حول معرفة ما إذا كان يجب تحديد «ربنا» على أنه لقب لشماش مفتوحًا: يبدو أن بعض النقوش تشير إلى نعم، ويبدو أن البعض الآخر يميزها على العكس من ذلك. يبدو أن الإله إيجل (نشري، نيشرا)، الذي تتحدث عنه بعض النقوش، مرتبط بمارين والمكتب الملكي. الآلهة الأخرى التي تشهد عليها النقوش معروفة جيدًا في أماكن أخرى، لا سيما في تدمر، ولها أصول مختلفة. أحد المعابد المهمة في المدينة، الذي أقيم في عهد سنطروق وعبدسميا، تم تكريسه لـ اللَّاتُ (حرفيًا «الإلهة»)، إلهة من أصل عربي، ممثلة على نقوش بارزة في المبنى المخصص لمهرجان مخصص لها مكرسة، حيث قدم له الملك إجلالا. شاهيرو، إله الفجر أو القمر، موجود أيضًا في العديد من النقوش. فيما يتعلق بالآلهة السورية، كان في المدينة أماكن عبادة مخصصة لبعل شمين، «رب السماوات»، والإلهة أتارغاتيس («الآلهة السورية» للمؤلفين اليونانيين والرومان، بحيث يمكن مقارنتها بالإلهة الغربية. -سياسات مثل عشتروت أو عنات أو عشيرات). فيما يتعلق بآلهة بلاد ما بين النهرين، نجد على وجه الخصوص نيرغال، إله العالم السفلي، الذي استوعبه الإغريق والرومان في هيراكليس، والذي يبدو أيضًا أنه كان له دور حامي الأبواب والمعابد والمنازل في الحضر. يوجد أيضًا مكان عبادة مخصص لكاتب الله نبو والإلهة ناني، بالإضافة إلى شهادة من كاهنة للإلهة عشتار دي أربيل، إحدى الآلهة الرئيسية في بلاد آشور القديمة، وربما أيضًا اسم ذكر الله آشور.
لا يُعرف سوى القليل عن الجوانب الملموسة للعبادة المكرسة لهذه الآلهة. تشير النقوش إلى العديد من الوظائف الكهنوتية، بما في ذلك الكهنة (kmrʾ، المصطلح الآرامي؛ مصطلح hdrptʾ من أصل إيراني الذي يشير إلى كاهن النار) بالإضافة إلى وكلاء المعبد (rbyt)، المسؤولين عن الجوانب اللوجستية للعبادة. كان هناك كاهنات، مثل أولئك الذين كرّسوا للإلهة عشتار. تأتي الدلائل على ممارسات العبادة من دراسة الهندسة المعمارية للمباني التي تم تحديدها على أنها معابد، ولا سيما المذابح التي يجب استخدامها في القرابين والقرابين، بالإضافة إلى مقاعد الإيوانات العظيمة وبعض المعابد التي يجب أن تكون تستخدم خلال الولائم الطقسية (المرتبطة تقليديا بعبادة الأجداد في بلاد ما بين النهرين القديمة وسوريا). فيما يتعلق بالممارسات الدينية الأخرى، مثل العرافة، يبدو أن بعض الكتابة على الجدران هي أبراج، وتشير النقوش إلى التواصل بين الآلهة والبشر من خلال الأحلام (التوحيد).

## الفن
هِمَّتْهم في النحت: مثل النقوش الناتئة على جدران البنايات والتماثيل. فهي مجموعة من الرقم التي تحكي فنون بلاد الجزيرة الفراتية في زمن الأشكانيين. زينت أطلال الحضر بزخارف متقنة وجميلة. مثل صور الزهور والنباتات (غالبًا ما تكون كورنثية، كما في المعبد الكبير) والعتبات، مما يدل على إقتباسهم من فنون الإغريق والروم. والتماثيل المنصوبة على خزائن الإيوانات العظيمة. وعلى عتباتهم صور باهرة للحيوانات( القنطور، وحوش البحر، والغريفين) وعلى جانبي معبد اللات، صور للربتهم تمتطي ناقة، مقبلةً على المدينة وربما تعني هذه الصور لشعائر دينية. · .

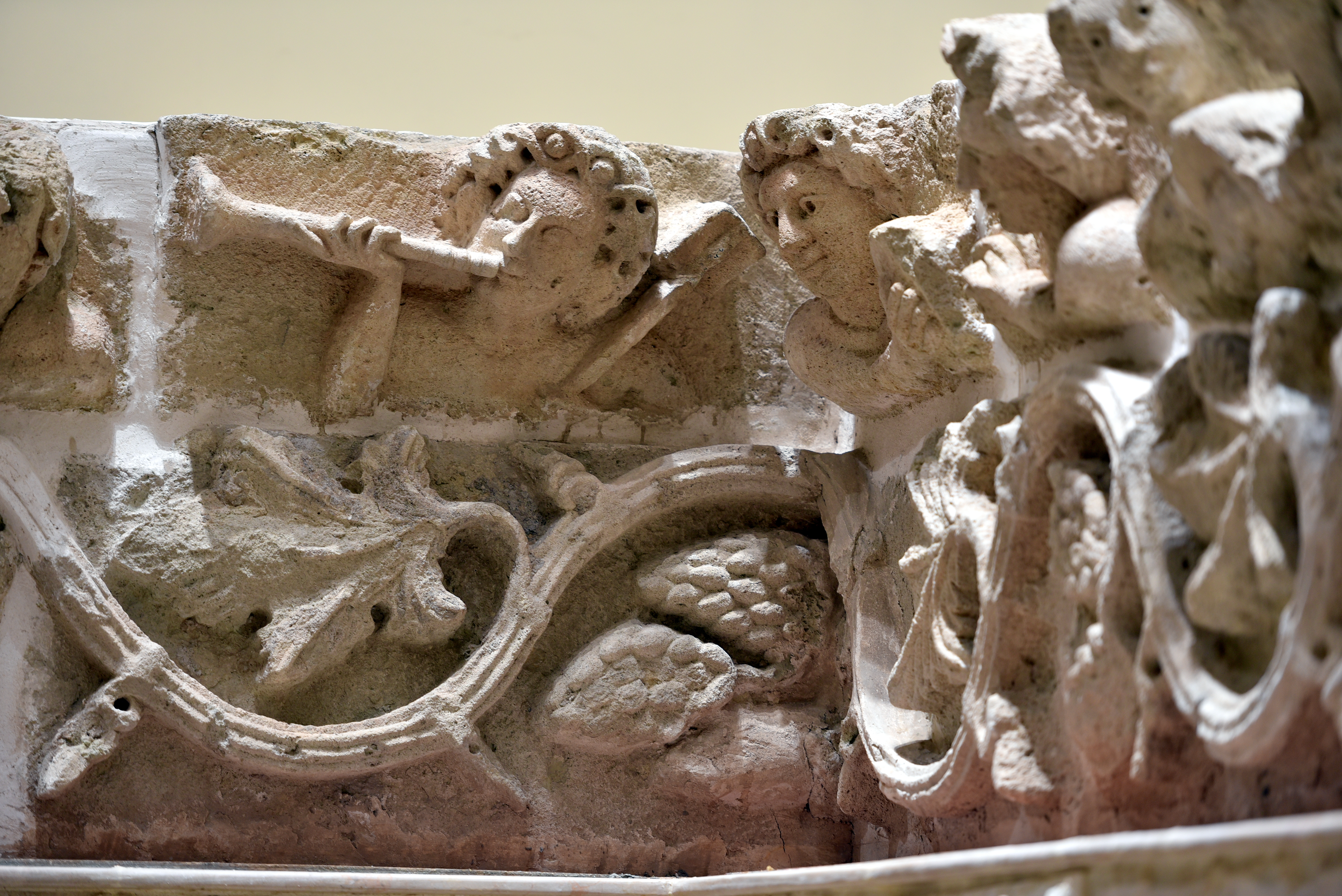
أفاريز من الحجر الجيري من الحضر ، العراق. الجزء العلوي يصور شخصيات بشرية تحمل أكواب وموسيقيين. يظهر الجزء السفلي فاينز جزء من إفريز طويل يمثل حفل زواج لملك هاترين. القرن الثاني والثالث الميلادي. المتحف العراقي ، بغداد ، العراق.

جل التماثيل أو الأصنام والنقوش المكتشفة في المعابد تصور آلهتم. ومادتها من الحجر الجيري أو المرمر والأحجار المستخرجة من باطن الأرض. وصغر حجمها فيه دلالة على أنها نذور وقرابين. غالبًا ما تكون مزخرفة، مما يجعل من الممكن التعرف على الألوهية الممثلة وبالتالي الأيقونية الإلهية للحضر. وهكذا يُصَور رب الشمس على أنه رجل أصلع، له قرنان، وعلى رأسه شعاع الشمس. يظهر بار مارين، في أحيان كثيرة، بمظهر مشابه، مرتدياً رداءً أو نحوه مطرز ذو أكمام قصيرة ويلف حول خصره ويشد بحزام من القماش. وربة الشر أكثرهم تبجيلاً وتصويراً هو نرجال هرقليس، وصورتة كرجل ملتحٍ، عارٍ، متكئًا على عصاه، مثل زيوس كبير آلهة اليونان. كذلك يجسدون نابو برجل متخذاً درعًا، وله لحية طويلةٌ كثيفة كلحية ملوك الآشوريين، أكتشف في المعبد الخامس. وأيضاً يصورون العقبان، وهو صفة حيوان مارين. غالبًا ما تمثل النقوش البارزة على اللوحات والمذابح شيئًا دينيًا مهمًا في الحضر، يُطلق عليه اسم سامية، وهو معيار يتكون من عمود تعلق عليه الرموز الدينية: قمر هلال في الأعلى، وأقراص تحتوي على نسر، وتماثيل نصفية للإله، وحلقات مزخرفة.
التماثيل الدنيوية هي عمومًا بالحجم الطبيعي، أو حتى أكبر، فارتفاعها 1.90 مترًا. وهذه تماثيل للنذور لأنها تصور رجل/ إمرأة رافعاً يده اليمنى، وهي صفة صلاة أهل العراق والجزيرة الفراتية: تتمثل وظيفتها بالتالي في تمثيل المخلص واستبداله في المعبد حيث وضعت، على ما يبدو على منصات. لهذه التماثيل أيقونات أو شعار تميز مكانة المرء الممثل. فيرتدي الملوك سترة مطرزة - يقال أنها من الفرس - ذات أكمام طويلة، ويلف حولها بحزام، وسيفٍ ذو شفرتين وسروال وخفين. ويطيلون شعورهم، ويضعون تاجاً أو إكليل لملوكهم؛ وتزين هذه التيجان بالعقبان، شعار إله الحضر العظيم. وهم ملتحون، والأشراف الذين يرتدون ملابس مماثلة لا أصل لهم. ويلي الأدنى من الأشراف هم: الكهنة ويرتدون سترات طويلة، حفاة، وأحيانًا يرتدون قبعة مخروطية الشكل. يرتدي الجنود، الذين كانوا يرتدون سيفاً طويلاً وعباءة كبيرة، غطاء رأس مستديرًا أحيانًا. «النبلاء»، وهم في الواقع مجموعة لا يمكن تحديد وظيفتها، يرتدون عادةً سترات طويلة وسراويل، وهي سمة من سمات نخب العصر البارثي. تمثيل النساء ضعيف مع ثلاثة عشر تمثالًا معروفًا فقط. يرتدون ثوبًا طويلًا، بدون حزام، فوق سترة طويلة (خيتون)، ويرتدون أغطية رأس عالية تدعم الحجاب الذي يقع خلفهم، وكذلك الحلي التي تكون أكثر أو أقل ثراءً حسب رتبتهم الاجتماعية

## موقع الحضر في العصر الحديث

### إعادة الاكتشاف والتنقيب والترميم

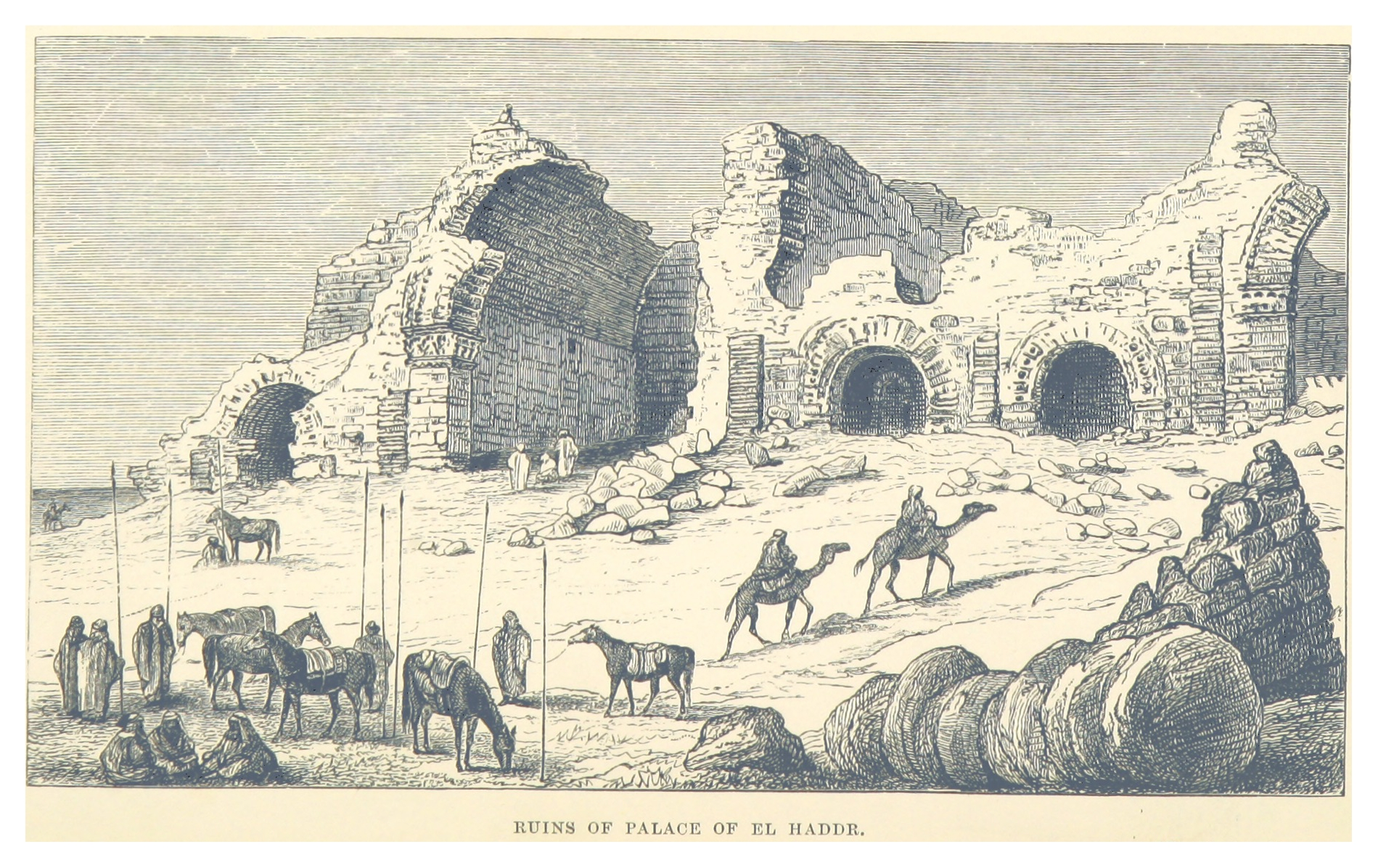
أطلال الحضر 1879

أعيد اكتشاف موقع الحضر الذي سقط في النسيان متأخراً بسبب عزلته. أول علماء الآثار الذين اهتموا بها كانوا الفرق الألمانية بقيادة والتر أندريه الذي حفر في موقع قلعة الشرقاط، آشور القديمة في عام 1907 وحدد معالمه الرئيسية. ومع ذلك، لم يتم حفر الموقع بشكل منهجي حتى عام 1951 من قبل الفرق العراقية. وسرعان ما تبعهم مشروع إعادة إعمار كبير للمعالم الأثرية الرئيسية في الموقع، وهي معابد السياج المقدس والعلبة نفسها. نُشر التوليف الأول على الموقع في عام 1974 من قبل فؤاد صفر ومحمد علي مصطفى  · .  في ذلك الوقت، كان موقع الحضر موضع اهتمام خاص من جانب النظام البعثي لأحمد حسن البكر، لا سيما بسبب نسبته إلى سلالة عربية، مما أشبع القومية العربية التي روج لها هذا النظام الغذائي؛ وهكذا توج مهرجان ربيع الموصل عام 1969، الذي استغله النظام، بتجمع 7000 شخص حول معبد الحضر الكبير. في تلك السنوات نفسها، أعيدت تسمية الحي (القضاء) بما في ذلك الموقع القديم باسمه (الحضر).
واصلت الفرق العراقية نشاطها على الموقع حتى حرب الخليج الأولى، بدعم من الفرق الإيطالية خلال الحملات من 1986 إلى 1989 ثم بين 1993 و 1997 تحت إشراف روبرتا فينكو ريكياردي ، والفرق البولنديين بقيادة ميشيل جوليكوفسكي عام 1990 الذين كرسوا أنفسهم لدراسة النظام الدفاعي للمدينة  · .. تم تصنيف الموقع كموقع تراث عالمي لليونسكو في عام 1985/70. استمر العمل على نتائج الحفريات، ولا سيما الاكتشافات الكتابية ، منذ ذلك الحين، وأثنت العديد من التوليفات معرفتنا بالموقع. التكتل الحديث يقع جنوب الموقع في محافظة نينوى قضاء الحضرة. في الحضر تم تصوير المشاهد الأولى من فيلم طارد الأرواح الشريرة (فيلم).

### التدمير
معظم الأعمال الفنية التي تم العثور عليها قبل الحرب في الحضر موجودة في الموصل أو متاحف بغداد حيث تم نقلها خلال حرب الخليج الثانية في عام 2003؛ ثم سُرق جزء منه ولا يزال مطلوبًا. في 7 آذار / مارس 2015 دمّر تنظيم الدولة الإسلامية موقع الحضر بالمتفجرات والجرافة. بعد الموقع الأثري لنمرود ومتحف الموصل، تم تقديم مدينة الحضر القديمة بشكل صريح على أنها الهدف التالي لداعش. إن المدى المادي للضرر، الذي يصعب تقديره، كبير. وقد شجبت اليونسكو هذا التدمير للأماكن المرموقة، الذي نُظم لوسائل الإعلام، باعتباره «جريمة حرب»، كجزء من مشروع خبيث «للتطهير الثقافي». ويصاحب ذلك تجارة عالمية غير مشروعة في بعض الأعمال الفنية من المواقع المدمرة  تمت إضافة الموقع من قبل اليونسكو إلى قائمة التراث العالمي المعرض للخطر في يوليو 2015.
انتزع الحشد الشعبي أنقاض مدينة الحضر من الدولة الإسلامية في 26 أبريل / نيسان 2017. وقالت متحدثة باسم القوات إن داعش دمر المنحوتات والصور المنقوشة للموقع، لكن جدرانه وأبراجه كانت لا تزال قائمة على الرغم من احتوائها على ثقوب وخدوش تلقتها من رصاص داعش. كما ذكرت وحدات قوات الحشد الشعبي أن المجموعة قامت بتفكيك البوابات الشرقية للموقع، وبالتالي منعت مؤقتًا أي تقييم للأضرار من قبل علماء الآثار. أُفيد في 1 مايو أن الموقع تعرض لأضرار أقل مما كان يُخشى في وقت سابق. أفاد صحفي من إفي في وقت سابق بالعثور على العديد من التماثيل المدمرة والمباني المحترقة بالإضافة إلى علامات النهب. وقالت ليلى صالح رئيسة آثار محافظة نينوى أن معظم المباني كانت سليمة والدمار لا يقارن مع تدمير المواقع الأثرية الأخرى في العراق. كما ذكر قائد في قوات الحشد الشعبي أن الضرر كان طفيفًا نسبيًا.

## ملوك الحضر
وقيل أن ملوك الحضر من قضاعة بن معد 

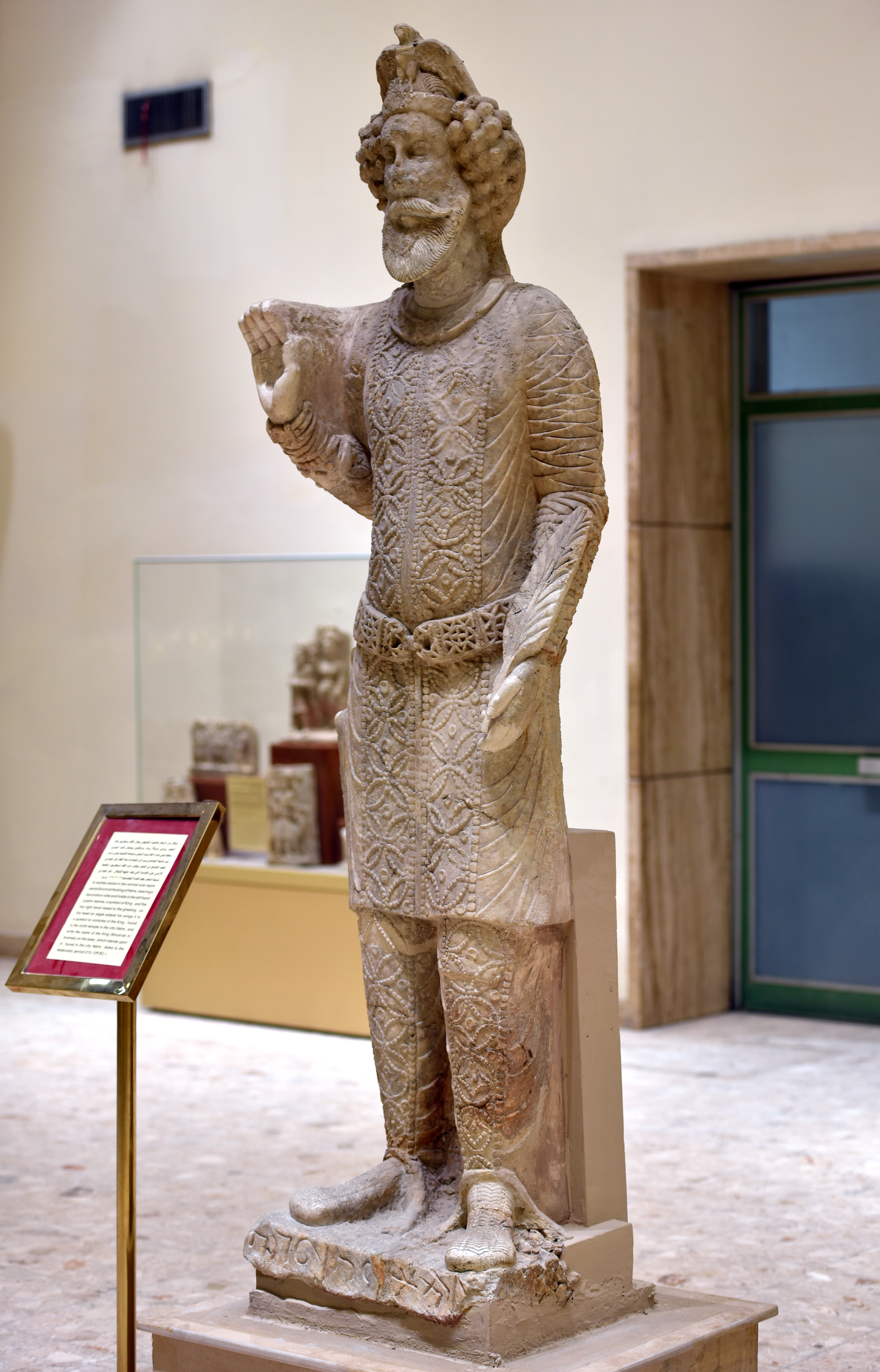
تمثال الملك سنطروق الأول ملك الحضر ، محفوظ في المتحف العراقي

توالى على هذه المدينة أربعة ملوك في أربع وثمانين سنة  وهم:
1. الملك ولجش (من 158 حتى 165 م)
2. الملك سنطروق الأول/ الساطرون (من 165 حتى 190 م) وهو أخو الملك ولجش. ولقب ب«ملك العرب» حسب ماهو منقوش على الأطلال.[111]
3. الملك عبدسميا بن السنطروق (من 190 حتى 200 م)
4. الملك سنطروق الثاني بن عبدسميا (من 200 حتى 241 م)

## سكان الحضر
وأهل الحضر من العرب، وفيها طوائف من الجرامقة والنبط الذين كان لهم أثرٌ في اللغة والعقيدة. كانت مدينة الحضر واقعة على الطريق الرابط بين عاصمتي السلوقيين سلوقية وأنطاكية.

## ديانة المملكة
كان الحضرانيون وثنيين يعبدون آلهة عدة منها اللات وشمش «الشمس» قد أطلق الحضرانيون كلمة (شمش) ليعنوا بها الحقيقة المطلقة، ونعتوا الشمس بالإله الأكبر وقد صوروه على هيئة كهل عاقل كما تبين رسومهم على أقواس واسكفات في المعبد الكبير.
وقد أختلف حول إسم الإله شمش وله أسماء كثيرة عند عرب الجاهلية، فهو من الآلهة التي عبدتها العرب منذ القدم في شمال جزيرة العرب واليمن. وقيل إنها كانت إلهاً ذكراً عند العرب. أما بعل سمين أو «بعل شمين» فهو آلهة شبيهة عند عرب اليمن وهو رب السماء عند اليمانيين الذين أخذوا عبادته من العرب الشماليين.

## وصلات خارجية
- مقالة بورتر
- من كتاب الروض الأنف
- من كتاب تاريخ ابن خلدون
- - رويدة النواب - العمارة الحضرية